# Jumpsuit
Jumpsuit è un singolo del duo musicale statunitense Twenty One Pilots, pubblicato l'11 luglio 2018 come primo estratto dal loro quinto album in studio Trench. Nel formato digitale è stato pubblicato insieme al successivo singolo Nico and the Niners.

## Descrizione
I testi di Jumpsuit e del successivo singolo Nico and the Niners, molto criptici, parlano di Clancy, perseguitato dalle sue paure personificate dai "vescovi" (bishops) che controllano la fittizia città di "Dema", materializzazione della depressione. Insieme alla pubblicazione del doppio singolo, al contrario dell'altro brano Jumpsuit è stato subito distribuito per l'airplay radiofonico.

## Video musicale
Il video ufficiale del brano, diretto da Andrew Donoho, è stato pubblicato lo stesso giorno dell'uscita del doppio singolo. Esso inizia da dove si era concluso il video di Heavydirtysoul, ultimo singolo estratto dal precedente album Blurryface, e vede il cantante Tyler Joseph fronteggiare una figura con un mantello e un cappuccio rosso in sella a un cavallo bianco.

## Tracce
Testi e musiche di Tyler Joseph.
Download digitale
1. Jumpsuit – 3:58
2. Nico and the Niners – 3:47

CD promozionale
1. Jumpsuit (Radio Edit) – 3:43
2. Nico and the Niners (Radio Edit) – 3:29
3. Jumpsuit (Instrumental) – 3:43
4. Nico and the Niners (Instrumental) – 3:29

## Formazione
- Tyler Joseph – voce, chitarra, basso, sintetizzatore, programmazione
- Josh Dun – batteria, percussioni

## Classifiche

### Classifiche settimanali
| Classifica (2018)             | Posizione massima |
| ----------------------------- | ----------------- |
| Australia                     | 76                |
| Austria                       | 66                |
| Belgio (Fiandre)              | 72                |
| Belgio (Fiandre)              | 62                |
| Canada                        | 61                |
| Francia                       | 125               |
| Irlanda                       | 41                |
| Regno Unito                   | 50                |
| Stati Uniti                   | 50                |
| Stati Uniti (alternative)     | 1                 |
| Stati Uniti (mainstream rock) | 16                |
| Stati Uniti (rock)            | 6                 |

### Classifiche di fine anno
| Classifica (2018)         | Posizione |
| ------------------------- | --------- |
| Stati Uniti (alternative) | 28        |
| Stati Uniti (rock)        | 15        |